# Любов
Любов (нем. Lübow) — община в Германии, в земле Мекленбург-Передняя Померания.
Входит в состав района Северо-Западный Мекленбург. Подчиняется управлению Дорф Мекленбург-Бад Клайнен. Население составляет 1592 человека (на 31 декабря 2010 года). Занимает площадь 19,36 км².